# 炮仔崙瀑布
炮仔崙瀑布，又稱「炮子崙瀑布」，位於台灣新北市深坑區，景美溪左岸支流炮仔崙溪上。早期此地山坡上種滿柚子，柚子又稱作「炮仔」（pho-á，安溪人的稱呼），「崙」則是山稜之意，故因此而得名。由於在豐水期時有四道水柱飛流而下，故又名「四龍瀑布」。瀑布標高約177公尺，落差約15公尺，瀑布旁設有涼亭座椅、更衣室及簡易廁所，瀑布底下水潭也經過整理，可在此駐足賞瀑、戲水及體驗瀑布SPA。炮仔崙瀑布步道位於阿柔洋產業道路上，步道全長約1.3公里，約10分鐘即可抵達瀑布。

## 交通資訊
- 自行開車：由 市道106乙線文山路行駛至台灣中油正洋加油站前路口，依前往炮仔崙瀑布指標轉阿柔洋產業道路，行駛約1.5公里即可看見炮仔崙瀑布步道入口指標。

- 大眾運輸：搭乘欣欣客運236線區間車【東南科大－公館】/251線【東南科大－台北車站】/251線區間車【東南科大－公館】、新店客運923線【坪林－國道5號、3號－捷運新店站】至阿柔洋站，沿阿柔洋產業道路步行約1.5公里，即可抵達步道路口。